# Valquer Laboratorios
Valquer Laboratorios es una empresa española de cosmética fundada en 1975. Su sede se encuentra en Villaminaya, Toledo, desde donde desarrolla y fabrica productos capilares, corporales y faciales.

## Historia
La compañía fue creada en 1975 como laboratorio familiar. En 2010 trasladó su sede a Villaminaya (Toledo).

## Premios y reconocimientos
- En 2024 fue reconocida como la Pyme del Año en Toledo, premio concedido por la Cámara de Comercio de Toledo y el Banco Santander.[5]

## Certificaciones
En 2015 se convirtió en el primer laboratorio cosmético español en obtener la certificación Halal por parte del Instituto Halal.

## 50 aniversario
En 2025 celebró su 50 aniversario con actos conmemorativos y el reconocimiento de instituciones y medios regionales y nacionales.

## Expansión internacional
Además de España, cuenta con filiales en México y Reino Unido.